# Åsa Nilsonne

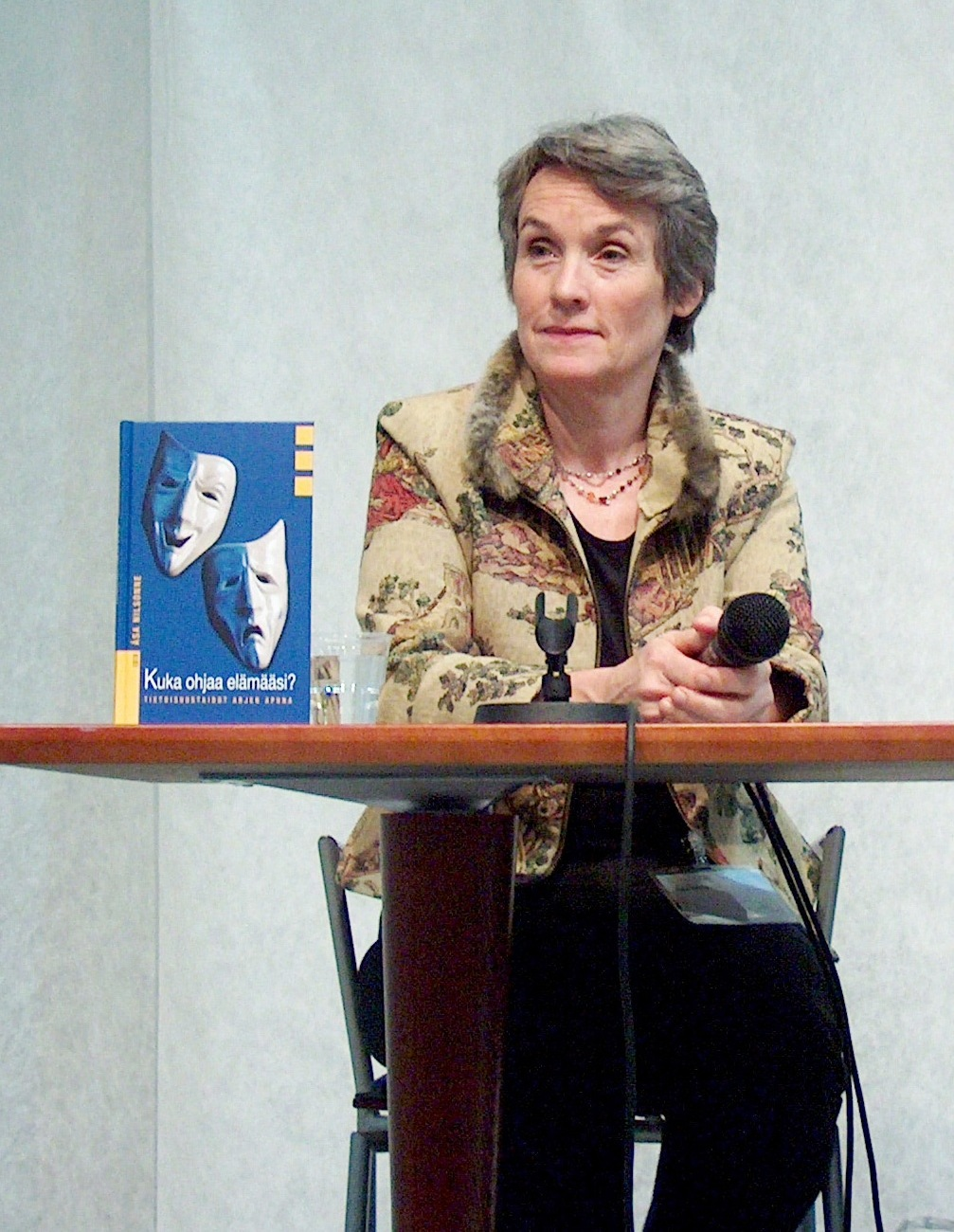
Åsa Nilsonne, 2005

Åsa Nilsonne (* 25. Januar 1949) ist eine  schwedische Psychiaterin und Schriftstellerin.

## Leben und Werk
Als Tochter eines Diplomaten verbrachte Åsa Nilsonne ihre Kindheit mehrheitlich im Ausland.
Sie studierte Medizin und arbeitete als Ärztin, Forscherin und Psychiaterin am St. Görans Krankenhaus in Stockholm. Zu ihrem Tätigkeitsbereich veröffentlichte sie verschiedene Fachbücher.
Neben ihrer Arbeit veröffentlichte sie ab 1991 insgesamt fünf Kriminalromane mit der unsicheren, aber ehrgeizigen Stockholmer Polizistin Monika Pedersen, die auch in deutscher Übersetzung erschienen sind, und drei weitere Romane.
2000 erhielt sie den Poloni-Preis für Kyskhetsbältet (dt. Rivalinnen. Goldmann, München 2002)
Åsa Nilsonne ist verheiratet und hat drei Söhne.